# Гаус-Кригеров координатни систем
У картографији, назив Гаус-Кригер, по Карл Фридрих Гаусу и Јохан Хајнрих Луис Кригеру, користи се за три сличне ствари.  
- Често, ово је само синоним за трансверзалну Меркаторову картографску пројекцију. Синоним је гаусова конформна пројекција.
- Понекад, овај термин се користи за одређени рачунски метод за трансверзалну Меркаторову пројекцију: односно, начин како конвертовати између географске ширине/дужине и координата пројекције. Не постоји једноставна формула за ово у случају када је Земља моделована у виду елипсоида. Али Гаус-Кригеров метод даје приближно исте резултате као и друге методе, поготово ближе централном меридијану: нпр. мање од 10 степени од географске дужине (лонгитуде).  Даље од ње, неке методе дају све мање тачне резултате.
- Термин се такође користи за одређени скуп трансверзалних меркаторових пројекција за различите зоне у Европи и  Јужној Америци, бар у Немачкој, Аустрији, Србији, Финској и Аргентини. Овај Гаус-Кригеров систем је сличан Универзалном трансверзалном Меркаторовом систему (UTM), али централни меридијани Гаус-Кригера по зонама су само 3 степена удаљени, за разлику од 6 степени у UTM.  Као последица, варијација у размери у Гаус-Кригеру је око 1/4 од оне која је у .